# آنری پرئو
آنری پرئو (فرانسوی: Henri Préaux‎؛ ۲۵ نوامبر ۱۹۱۱ – ۲۱ فوریه ۱۹۹۲) قایقران روئینگ اهل فرانسه بود.
وی در مسابقات کشوری و بین‌المللی در مجموع برندهٔ ۱ مدال نقره شده‌است.